# Mangli Wetan
Mangli Wetan is een bestuurslaag in het regentschap Bondowoso van de provincie Oost-Java, Indonesië. Mangli Wetan telt 2456 inwoners (volkstelling 2010).